# جاي ر. فيليبس
جاي ر. فيليبس (بالإنجليزية: J. R. Phillips)‏ هو لاعب كرة قاعدة أمريكي، ولد في 29 أبريل 1970 في كوفينا في الولايات المتحدة.

## وصلات خارجية
- جاي ر. فيليبس على موقعبيزبول رفرنس.كوم (الدوري الرئيسي) (الإنجليزية)
- جاي ر. فيليبس على موقعبيزبول رفرنس.كوم (الدوري الثانوي) (الإنجليزية)